# Iglesia de Nuestra Señora de la Consolación (Hinojales)
La Parroquia de Nuestra Señora de la Consolación es un templo católico ubicado en la localidad de Hinojales.

## Historia
La parte más antigua del edificio es la cabecera y la portada lateral, levantadas a finales del siglo XV. De esta época se conservan las pinturas murales de la cabecera del templo. En la segunda mitad del siglo XVI se amplía el templo por los pies, labrándose nueva portada renacentista del círculo de Hernán Ruiz II. En este momento se sustituyen los pilares originales de ladrillo por las columnas de piedra que pueden verse hoy.
En el siglo XVIII se procedió a una profunda renovación de su ajuar, datando de este siglo gran parte de las imágenes y los retablos. En 1967, las obras de una nueva puerta de acceso a la sacristía permitieron redescubrir el ciclo de pinturas murales que adornaba el templo.

## Descripción
La parroquia sigue el esquema de arcos transversales que presentan buena parte de los templos tardomedievales de la Sierra de Huelva. Tiene tres naves separadas por columnas toscanas y cubiertas por una techumbre moderna de viguetas de hormigón. La cabecera sí ha conservado su bóveda de crucería original.
Un retablo barroco de la primera mitad del siglo XVIII preside la capilla mayor. Su hornacina central la ocupa la Virgen de la Consolación, una talla del siglo XV muy modificada posteriormente. En una de esas intervenciones, en el siglo XVIII, se le añadiría la actual imagen del Niño Jesús. La escoltan un San Antonio también del XVIII y un San Sebastián del siglo XV que contó con ermita propia. El lienzo de la Virgen del Carmen que se conserva en el ático del retablo es del siglo XIX.
En la nave izquierda podemos ver el retablo del Corazón de Jesús, obra barroca del siglo XVIII a la que sirve de banco un frontal de azulejos del XVI. En su ático hay un lienzo de la Piedad. El retablo de San José también es del siglo XVIII, mientras que la Virgen del Rosario, pese a múltiples repintes, permite identificar rasgos del siglo XVI.
La otra nave lateral también cuenta con retablos de interés. El de las Ánimas es un marco barroco del segundo cuarto del siglo XVIII que alberga un lienzo de la misma época. También dieciochescos son el Cristo crucificado, su retablos y los ángeles pasionistas que lo escoltan. Como en el caso del Sagrado Corazón, le sirve de banco un frontal de cerámica sevillana del XVI.
El templo cuenta con una importante colección de pinturas murales con santos y escenas de la vida de Cristo. Se ubican principalmente en la cabecera. En la nave de la Epístola son reconocibles las escenas de la Presentación del Niño Jesús en el Templo y la Magdalena ante el sepulcro vacío. Del siglo XVI datan una Sagrada Cena, San Antonio Abad, San Bartolomé, Santa Catalina o Santa Lucía, además de una inscripción de caracteres góticos que recuerda a la donante de las pinturas
El retablo mayor oculta un arcosolio apuntado con pinturas del siglo XVI. Aparece centrado por la escena de la Asunción de la Virgen. El intradós del arco lo ocupan los cuatro evangelistas.
Del ajuar litúrgico de la parroquia hay que destacar la cruz parroquial, del siglo XVI y estilo plateresco, y un conjunto de platería peruana en el que destaca una arqueta eucarística. Fue una donación de Juan Martínez de Uceda en la primera mitad del siglo XVII.